# Melgar (ort)
Melgar är en ort i Colombia.   Den ligger i departementet Tolima, i den centrala delen av landet, 80 km sydväst om huvudstaden Bogotá. Melgar ligger 325 meter över havet och antalet invånare är 25 980.
Terrängen runt Melgar är varierad. Runt Melgar är det ganska tätbefolkat, med 60 invånare per kvadratkilometer. Melgar är det största samhället i trakten. I omgivningarna runt Melgar växer i huvudsak städsegrön lövskog.